# Tagliolo Monferrato
Tagliolo Monferrato (piemontesisch Tajeu oder Tajeo) ist eine Gemeinde in der italienischen Provinz Alessandria (AL), Region Piemont.

## Lage und Einwohner
Die Gemeinde Tagliolo Monferrato liegt etwa 40 km südlich von der Provinzhauptstadt Alessandria auf einer Höhe von 315 m über dem Meeresspiegel. Das Gemeindegebiet umfasst eine Fläche von 25,91 km² und hat 1478 (Stand 31. Dezember 2023) Einwohner. Sie liegt direkt an der Autostrada A26, die bei Tagliolo durch einen 464 m langen Tunnel führt.
Die Nachbargemeinden sind Belforte Monferrato, Bosio, Casaleggio Boiro, Lerma, Ovada, Rossiglione und Silvano d’Orba.

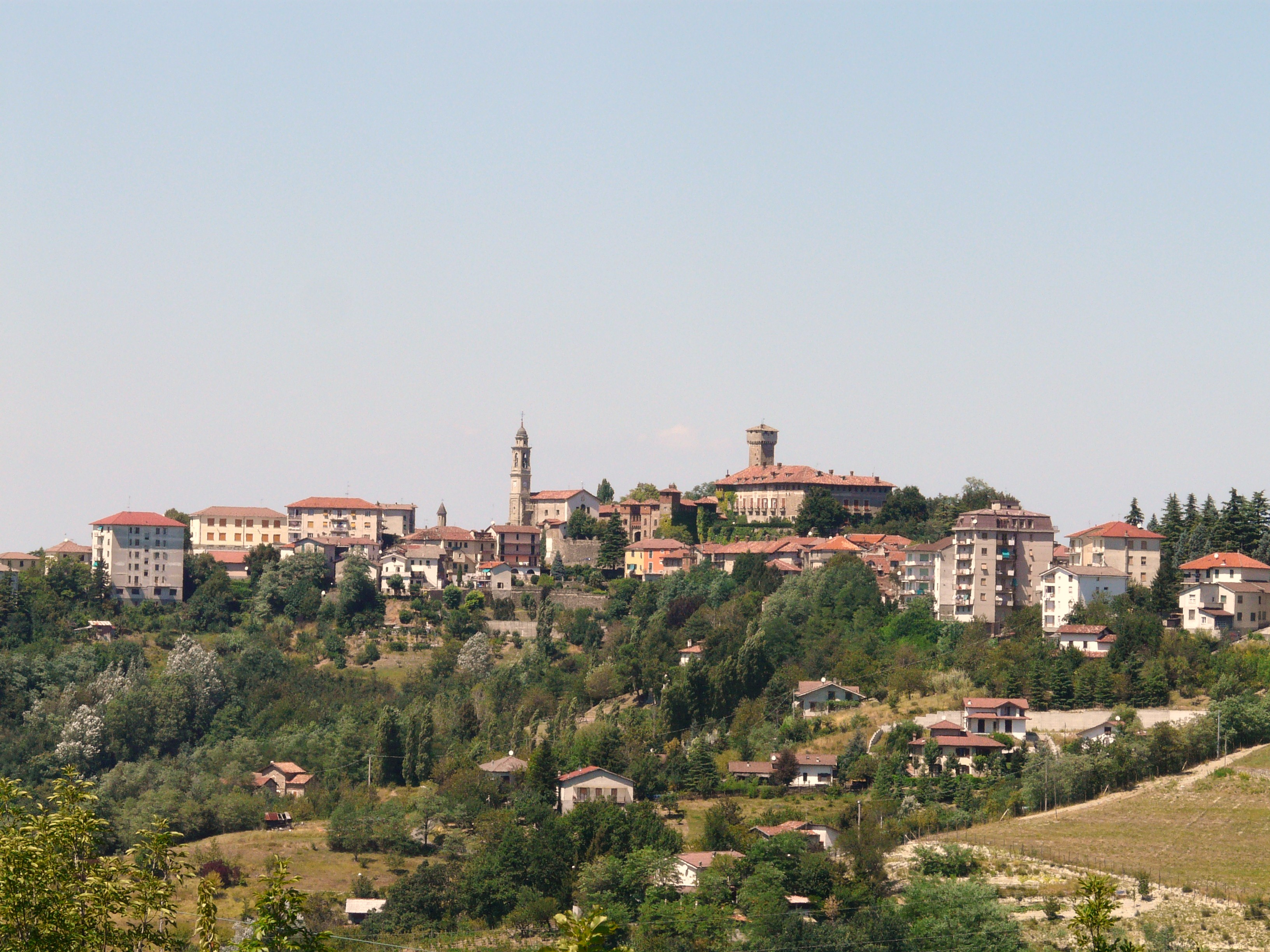
Panorama

## Geschichte

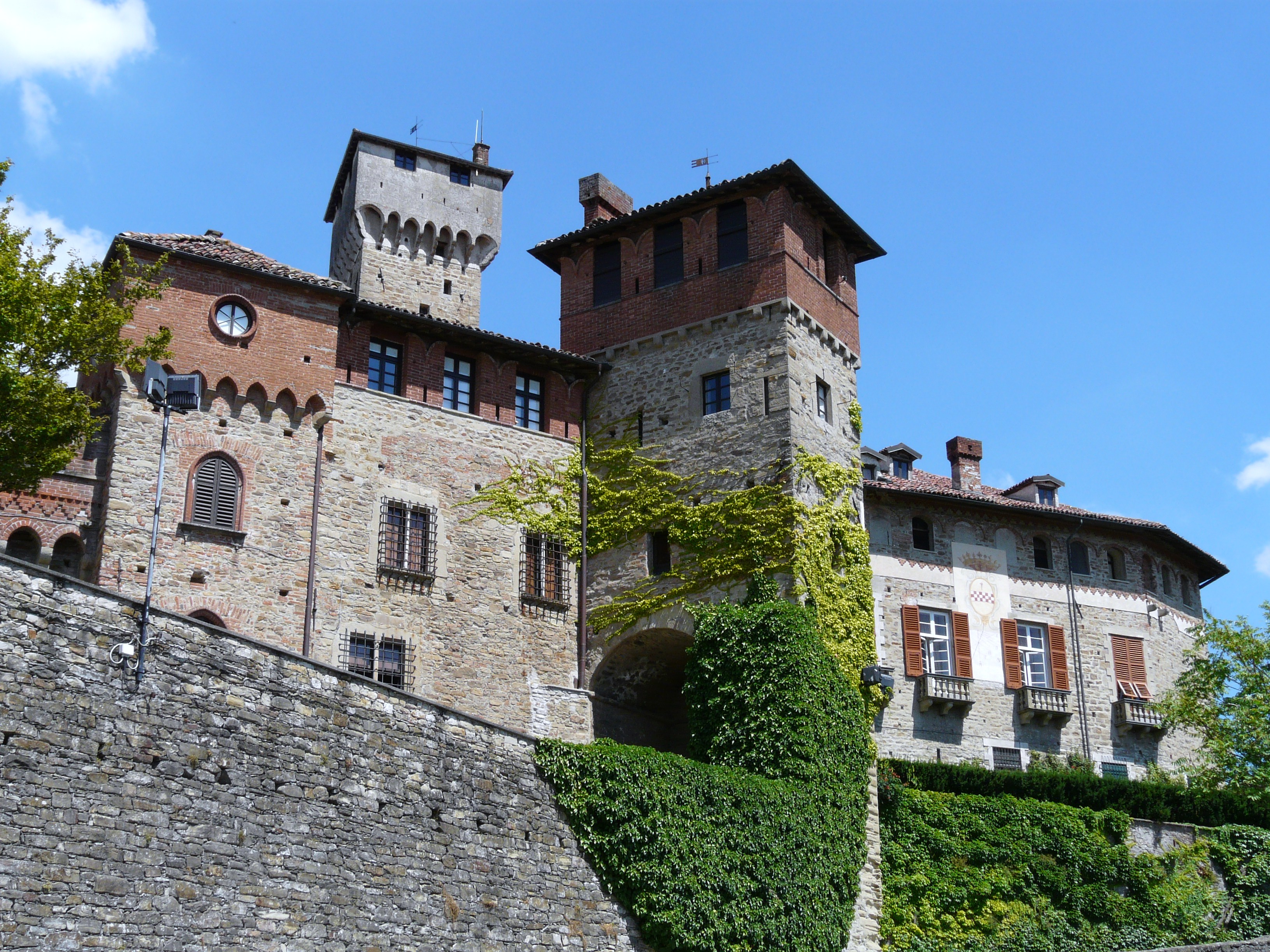
Das Castello

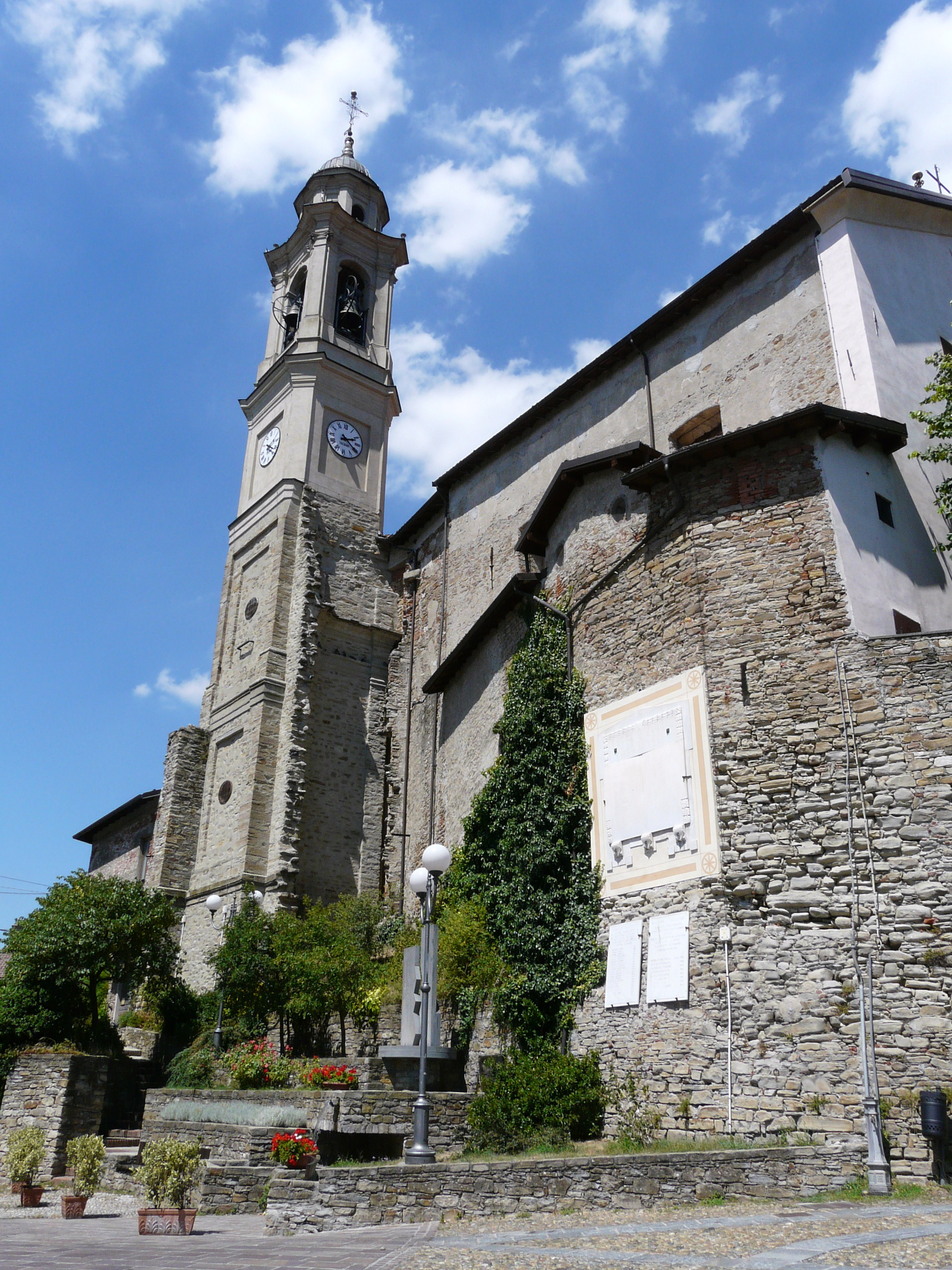
Kirche San Vito Martire

Der Name der Gemeinde ist seit 1188 bezeugt. Die bezeugten Formen sind: TALLIOLUS, TAGLOLUS LOCUS, CASTRO TAIOLI, TAIOLIS, TAGLIOLIS, TALLIOLIS und TALIOLIIS. Seine Etymologie muss in Bezug auf die Abholzung des Waldes als Folge der großen Abholzung im frühen Mittelalter oder in der Zeit nach der großen Krise des 10. Jahrhunderts gesucht werden. Es wurde im Mittelalter auf der Spitze eines Hügels mit Blick auf die umliegende Landschaft erbaut und lag an den Straßen, die von der Poebene nach Ligurien führten. Es erfüllte zweifellos die Aufgabe eines Kontrollaußenpostens gegen die Invasionen der Sarazenen.
Erste historische Informationen stammen aus einem Diplom aus dem Jahr 967, in dem der deutsche Kaiser Otto I. Aleramo die Herrschaft über den Ort übertrug. Von diesem Moment an beginnt die Geschichte des Marquisats von Monferrato, die für alle Städte der Region von einer Reihe tragischer und komplexer Ereignisse geprägt ist. Von Aleramo ging das Lehen an die Markgrafen von Bosco über. Im 13. Jahrhundert wurden die Genuesen Regenten, bis 1224 die Familie del Bosco zurückkehrte. Doch fünfzig Jahre später gelang es der Genueser Republik, es zurückzuerobern.
Im 15. Jahrhundert gelangte es in den Besitz der Sforza, allerdings nur für kurze Zeit: Im Jahr 1452 wurde es tatsächlich von den Genuesen wieder in Besitz genommen. Es gab mehrere genuesische Familien, die sich bei der Verwaltung der Siedlung abwechselten. Zu den bedeutendsten zählen die der Doria, die nichtjüdischen Grafen von Tagliolo und die Pinelli. Anschließend wurde es Teil der savoyischen Herrschaft.
Ab 1881 verfügte die Stadt über eine relativ weit vom Dorf entfernte Haltestelle der Straßenbahnlinie Novi Ligure – Ovada, deren Betrieb 1953 eingestellt wurde.

## Sehenswürdigkeiten
- Die kleine Kapelle, die Teil des alten Klosters von Bano war und heute zerstört ist.
- Die Kirche San Defendente, erbaut im 16. Jahrhundert.
- Die Kirche San Vito Martire, in der sich die Statue von San Carlo Borromeo befindet.
- Das Castello, ursprünglich aus dem 13. Jahrhundert. Im Laufe der Jahre hat sich das Erscheinungsbild des Schlosses stark verändert und ist von einem typischen Verteidigungsgebäude zu dem einer Adelsresidenz geworden. Heute sind nur noch wenige Elemente als Zeugnisse der Vergangenheit erhalten, wie zum Beispiel die Pechnasen der Zugbrücke und der Turmplatz. Das Schloss beherbergt heute neben einem bedeutenden Keller, in dem typische Weine der Region hergestellt werden, auch Veranstaltungsräume und vier elegante Gästehäuser.[4]

## Kulinarische Spezialitäten
In Tagliolo Monferrato werden Reben des Dolcetto für den Dolcetto d’Ovada, einen Rotwein mit DOC Status angebaut. Die Beeren der Rebsorten Spätburgunder und/oder Chardonnay dürfen zum Schaumwein Alta Langa verarbeitet werden. Barbera geht in die Erzeugung des Barbera del Monferrato ein.